# Kodār
Kodār är en ort i Indien.   Den ligger i distriktet Nalgonda och delstaten Telangana, i den centrala delen av landet, 1 300 km söder om huvudstaden New Delhi. Kodār ligger 113 meter över havet och antalet invånare är 59 170.
Terrängen runt Kodār är platt. Runt Kodār är det tätbefolkat, med 331 invånare per kvadratkilometer. Kodār är det största samhället i trakten. Trakten runt Kodār består till största delen av jordbruksmark.